# Maret Ani

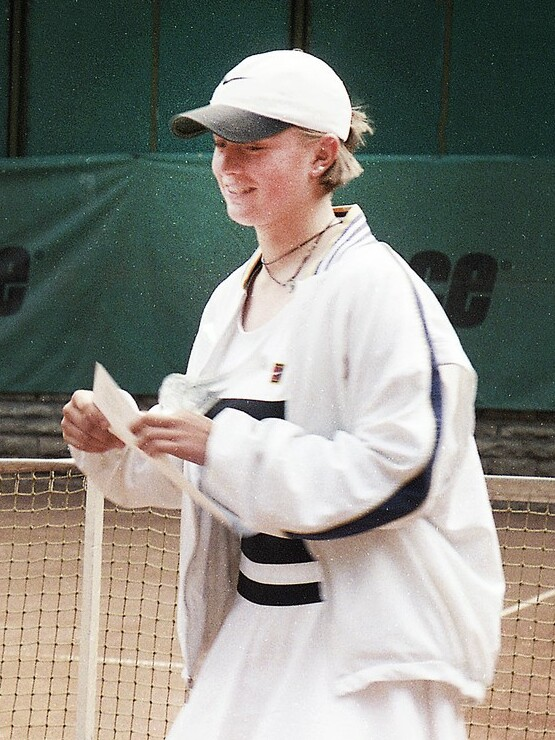
Jeugdtoernooi in Tallinn, 1997

Maret Ani (Tallinn, 31 januari 1982) is een voormalig professioneel tennisspeelster uit Estland. Als junior was zij basketbalkampioen, maar toch besloot zij zich toe te leggen op tennis toen zij veertien jaar oud was. Op haar zeventiende vertrok zij naar Italië om daar te gaan trainen.

## Loopbaan
Tijdens haar tennisloopbaan won zij geen enkel toernooi op de WTA-tour. Wel won zij op het ITF-circuit zeven enkelspeltitels (waarvan vijf in 2007) en zeventien dubbelspeltitels.
Haar hoogste notering op de WTA-ranglijst is de 63e plaats, die zij bereikte in mei 2006.
In de periode 1998–2011 maakte Ani deel uit van het Estische Fed Cup-team – zij vergaarde daar een winst/verlies-balans van 43–25.

## Posities op deWTA-ranglijst
Positie per einde seizoen:
| jaar | rang enkelspel | rang dubbelspel |
| ---- | -------------- | --------------- |
| 1998 | –              | 640             |
| 1999 | 971            | 795             |
| 2000 | 285            | 562             |
| 2001 | 224            | 196             |
| 2002 | 181            | 156             |
| 2003 | 142            | 81              |
| 2004 | 204            | 55              |
| 2005 | 95             | 165             |
| 2006 | 127            | 84              |
| 2007 | 114            | 127             |
| 2008 | 109            | 80              |
| 2009 | 166            | 125             |
| 2010 | 431            | 232             |

## Resultaten grandslamtoernooien
| Legenda | Legenda                          |
| ------- | -------------------------------- |
| g.t.    | geen toernooi gehouden           |
| l.c.    | lagere categorie                 |
| –       | niet deelgenomen                 |
| G       | uitgeschakeld in de groepsfase   |
| 1R      | uitgeschakeld in de eerste ronde |
| 2R      | uitgeschakeld in de tweede ronde |
| 3R      | uitgeschakeld in de derde ronde  |
| 4R      | uitgeschakeld in de vierde ronde |
| KF      | uitgeschakeld in de kwartfinale  |
| HF      | uitgeschakeld in de halve finale |
| F       | de finale verloren               |
| W       | het toernooi gewonnen            |
| w-v     | winst/verlies-balans             |

### Enkelspel
| Australian Open | –  | 1R | 1R | –  |
| Roland Garros   | –  | 1R | –  | 1R |
| Wimbledon       | –  | 1R | 1R | –  |
| US Open         | 1R | 1R | 1R | –  |

### Vrouwendubbelspel
| Toernooi        | 2003 | 2004 | 2005 | 2006 |    | 2008 | 2009 |
| --------------- | ---- | ---- | ---- | ---- | -- | ---- | ---- |
| Australian Open | –    | HF   | 2R   | 2R   | 3R | 1R   |      |
| Roland Garros   | –    | 1R   | –    | 3R   | –  | 2R   |      |
| Wimbledon       | –    | 1R   | –    | 2R   | –  | 1R   |      |
| US Open         | 1R   | 1R   | –    | 3R   | –  | 1R   |      |

### Gemengd dubbelspel
| toernooi        | 2004 |
| --------------- | ---- |
| Australian Open | –    |
| Roland Garros   | 1R   |
| Wimbledon       | –    |
| US Open         | –    |

## Palmares
| Legenda                | Legenda                  |
| ---------------------- | ------------------------ |
| Grandslamtoernooi      |                          |
| Olympische Spelen      |                          |
| Year-End Championships |                          |
| tot 2009               | 2009 – 2020 / vanaf 2021 |
| Tier I                 | Premier Mandatory        |
| Tier II                | Premier Five / WTA 1000  |
| Tier III               | Premier / WTA 500        |
| Tier IV & V            | International / WTA 250  |
|                        | Challenger / WTA 125     |

### WTA-finaleplaatsen enkelspel
geen

### WTA-finaleplaatsen vrouwendubbelspel
| nr.              | finale     | toernooi    | ondergrond | partner              | tegenstandsters                   | score         |         |
| ---------------- | ---------- | ----------- | ---------- | -------------------- | --------------------------------- | ------------- | ------- |
| gewonnen finales |            |             |            |                      |                                   |               |         |
| geen             |            |             |            |                      |                                   |               |         |
| verloren finales |            |             |            |                      |                                   |               |         |
| 1.               | 2003-04-12 | WTA Estoril | gravel     | Emmanuelle Gagliardi | Petra Mandula Patricia Wartusch   | 7-6, 6-7, 2-6 | details |
| 2.               | 2003-08-03 | WTA Sopot   | gravel     | Libuše Průšová       | Tetjana Perebyjnis Silvija Talaja | 2-6, 4-6      | details |

### Gewonnen ITF-toernooien enkelspel
| nr. | finale     | toernooi      | dotatie | ondergrond    | tegenstandster in finale | score         |
| --- | ---------- | ------------- | ------- | ------------- | ------------------------ | ------------- |
| 1.  | 2005-10-23 | Saint Raphael | $50.000 | hardcourt (i) | Mara Santangelo          | 6-3, 7-5      |
| 2.  | 2007-01-28 | Capriolo      | $25.000 | tapijt (i)    | Carmen Klaschka          | 2-6, 6-1, 6-1 |
| 3.  | 2007-02-11 | Tipton        | $25.000 | hardcourt     | Elise Tamaëla            | 5-7, 7-6, 7-5 |
| 4.  | 2007-03-31 | Patras        | $25.000 | hardcourt     | Mervana Jugić-Salkić     | 5-4, opg.     |
| 5.  | 2007-04-07 | Putignano     | $25.000 | hardcourt (i) | Carmen Klaschka          | 7-6, 6-4      |
| 6.  | 2007-10-07 | Troy          | $50.000 | hardcourt     | Stéphanie Dubois         | 3-6, 6-4, 6-2 |
| 7.  | 2009-11-01 | Istanbul      | $25.000 | hardcourt (i) | Johanna Larsson          | 7-5, 6-7, 6-2 |